# Iolana coeli
Iolana coeli är en fjärilsart som beskrevs av Charles Oberthür 1908. Iolana coeli ingår i släktet Iolana och familjen juvelvingar. Inga underarter finns listade i Catalogue of Life.